# Talanites
Talanites Simon, 1893 è un genere di ragni appartenente alla famiglia Gnaphosidae.

## Distribuzione
Le 15 specie note di questo genere sono state reperite nella regione olartica e nell'ecozona orientale: la specie dall'areale più vasto è la T. dunini, rinvenuta in varie località dell'Asia centrale.

## Tassonomia
Considerato un sinonimo anteriore di Rachodrassus Chamberlin, 1922 a seguito di un lavoro degli aracnologi Platnick & Ovtsharenko del 1991.
Precedentemente era stato ritenuto anche sinonimo anteriore di Drassyllochemmis Gertsch & Davis, 1936, a seguito di un lavoro di Platnick & Shadab (1976b).
Non sono stati esaminati esemplari di questo genere dal 2012.
Attualmente, a gennaio 2016, si compone di 15 specie:
1. Talanites atscharicus Mcheidze, 1946 — Georgia, Kazakistan
2. Talanites captiosus (Gertsch & Davis, 1936) — USA, Messico
3. Talanites cavernicola Thorell, 1897 — Myanmar
4. Talanites dunini Platnick & Ovtsharenko, 1991 — Asia centrale
5. Talanites echinus (Chamberlin, 1922) — USA
6. Talanites exlineae (Platnick & Shadab, 1976) — USA
7. Talanites fagei Spassky, 1938 — Russia, Asia centrale
8. Talanites fervidus Simon, 1893[2] — Egitto, Israele
9. Talanites mikhailovi Platnick & Ovtsharenko, 1991 — Kazakistan
10. Talanites moodyae Platnick & Ovtsharenko, 1991 — USA
11. Talanites ornatus (O. P.-Cambridge, 1874) — Egitto
12. Talanites santschii Dalmas, 1918 — Tunisia
13. Talanites strandi Spassky, 1940 — Ucraina, Kazakistan
14. Talanites tibialis Caporiacco, 1934 — India, Pakistan
15. Talanites ubicki Platnick & Ovtsharenko, 1991 — USA

### Specie trasferite
- Talanites aculeatus Charitonov, 1946; trasferita al genere Berinda Roewer, 1928[1].
- Talanites dorsilineatus Dönitz & Strand, 1906; trasferita al genere Prochora Simon, 1886, appartenente alla famiglia Miturgidae
- Talanites flavus (Chamberlin & Woodbury, 1929); trasferita al genere Agroeca Westring, 1861, appartenente alla famiglia Liocranidae
- Talanites pallidus Hadjissarantos, 1940; trasferita al genere Anagraphis Simon, 1893
- Talanites tikaderi (Gajbe, 1987); trasferita al genere Drassodes Westring, 1851

### Sinonimi
- Talanites chera (Chamberlin, 1922); posta in sinonimia con T. echinus (Chamberlin, 1922) a seguito di un lavoro dell'aracnologo Exline del 1962, quando gli esemplari appartenevano all'ex-genere Rachodrassus[1].